# Dhool Ka Phool
Dhool Ka Phool è un film indiano di Bollywood del 1959 diretto da Yash Chopra.

## Premi
- Filmfare Awards
  - 1960: "Filmfare Award for Best Supporting Actor" (Manmohan Krishna)